# Brompton Ralph
Brompton Ralph är en ort och civil parish i Storbritannien.   Den ligger i grevskapet Somerset och riksdelen England, i den södra delen av landet, 230 km väster om huvudstaden London. Brompton Ralph ligger 174 meter över havet och antalet invånare är 287.
Terrängen runt Brompton Ralph är kuperad åt nordost, men åt sydväst är den platt. Terrängen runt Brompton Ralph sluttar österut. Runt Brompton Ralph är det ganska tätbefolkat, med 230 invånare per kvadratkilometer. Närmaste större samhälle är Taunton, 16,1 km sydost om Brompton Ralph. Trakten runt Brompton Ralph består i huvudsak av gräsmarker.